# 绿海河
绿海河，位于中国贵州省西南部，是大田河右岸支流，发源于安龙县县城新安镇西北沙锅山，东北流经绿海子，眀伏流相间，至册亨县坡妹镇岜达村注入大田河。河长31千米，流域面积117平方千米。